# Silviu Ilie
Silviu Ilie (*Galați, Rumania, 27 de junio de 1988) es un futbolista internacional rumano. Se desempeña  en posición de lateral izquierdo o de centrocampista izquierdo.

## Selección nacional
Ha sido internacional con la Selección de fútbol de Rumania en tres ocasiones. Debutó con el combinado nacional el 17 de noviembre de 2010 en un partido amistoso contra la Selección de fútbol de Italia. El encuentro que se celebró en el Hypo Arena de Klagenfurt, en Austria, finalizó con empate a un gol.

## Clubes
| Club                        | País    | Temporadas |
| --------------------------- | ------- | ---------- |
| FC Oțelul Galați            | Rumania | 2005-2015  |
| FCM Dunărea Galați (cedido) | Rumania | 2006-2007  |
| ASA Târgu Mureș             | Rumania | 2015       |
| FC Farul Constanța          | Rumania | 2015-2016  |
| FC Metalosport Galați       | Rumania | 2016       |
| FC Dunărea Călărași         | Rumania | 2016-2017  |
| FC Oțelul Galați            | Rumania | 2017-2018  |

## Palmarés

### Campeonatos nacionales
| Título               | Club             | País    | Año     |
| -------------------- | ---------------- | ------- | ------- |
| Liga I               | FC Oțelul Galați | Rumania | 2010/11 |
| Supercopa de Rumanía | FC Oțelul Galați | Rumania | 2011    |